# République démocratique d'Azerbaïdjan
1918–1920
Entités précédentes :
- République démocratique fédérative de Transcaucasie
- Dictature de Caspienne centrale

Entités suivantes :
- RSS d'Azerbaïdjan 
  République socialiste fédérative soviétique de Transcaucasie

La république démocratique d'Azerbaïdjan (RDA ; en azéri Azərbaycan Xalq Cümhuriyyəti (AXC)) ou dans les documents diplomatique l'Azerbaïdjan du Caucase constitue la première tentative réussie d'établir un régime laïque et démocratique dans le monde musulman (antérieur à la république de Turquie).
Parmi les réalisations importantes du Parlement figurait l'extension du suffrage aux femmes, faisant de l'Azerbaïdjan l'un des premiers pays au monde et la toute première nation à majorité musulmane à accorder aux femmes des droits politiques égaux à ceux des hommes. Une autre réalisation importante de l'ADR a été la création de l'université d'État de Bakou, qui a été la première université de type moderne fondée en Azerbaïdjan.

## Toponymie
Le nom d'Azerbaïdjan a été adopté pour la première fois en 1918 par le gouvernement du parti Müsavat arrivé au pouvoir après l’effondrement de l’Empire russe, lorsque la république démocratique d'Azerbaïdjan a été établie. Jusque-là, la désignation avait été utilisée exclusivement pour identifier la région adjacente du nord-ouest de l'Iran contemporain,,,, tandis que la région de la république démocratique d'Azerbaïdjan était auparavant appelée Arran et Chirvan. Pour cette raison, l'Iran a protesté contre le nom de pays nouvellement adopté (voir l'article « Débat autour du nom de l'Azerbaïdjan »).

## Histoire
À la suite de la cession forcée par la Perse à travers le traité de Gulistan en 1813 et le celui de Turkmantchaï en 1828, le territoire actuel de l'Azerbaïdjan, a fait partie de l'Empire russe jusqu'à sa chute en 1917. C'était une région multiethnique, d'où trois États indépendants vont naître plus tard, l'Arménie, la Géorgie et l'Azerbaïdjan.
La population de ce dernier était majoritairement musulmane et c'est pourquoi on parle souvent de territoire musulman en parlant de cette période de l'histoire. Après la révolution de février 1917 en Russie le 22 mars 1917, le Comité spécial transcaucasien Ozakom a été créé pour combler le vide administratif à la suite de l'abdication du tsar. Les membres d'Ozakom étaient les membres du Conseil d'État et des représentants de l'élite politique arménienne, géorgienne et azerbaïdjanaise.
L'Ozakom annonça que, dans les mois qui suivirent, les questions les plus importantes, nationales, religieuses, agraires et sociales, seraient résolues par l'Assemblée constituante transcaucasienne. Au cours des mois d'avril et mai 1917, plusieurs assemblées musulmanes ont eu lieu. Comme beaucoup de minorités ethniques de la Transcaucasie, les Azéris visaient la sécession de la Russie après la révolution de Février. Deux opinions générales ont été exprimées par les représentants de la communauté musulmane (Mammad Hassan Hadjinski, Mammad Amin Rassoulzadé, Alimardan Toptchoubach, Fatali Khan Khoyski et d'autres fondateurs de la future république démocratique d'Azerbaïdjan) : la mise en place d'une idéologie pan-turque, en cherchant à se rattacher à la Turquie, et une fédéralisation de l'État (exprimé par M. Rassoulzadé).
La région transcaucasienne a eu l'occasion de décider de son destin, en faisant le choix de la fédéralisation. Conformément à la nouvelle structure, la région transcaucasienne devait avoir une politique interne totalement indépendante, ne laissant au nouveau gouvernement russe que la politique étrangère, la défense, l'armée et la coutume.
Après la révolution d'octobre 1917, le gouvernement transcaucasien dut changer de politique, la Russie étant désormais impliquée dans la guerre civile. Les Transcaucasiens n'ont pas accepté la révolution bolchévique. En février 1918, le Conseil transcaucasien (« Sejm ») a commencé son travail à Tbilissi, représentant un premier pas sérieux vers l'indépendance complète des nations du Caucase. Le Sejm se composait de 125 députés et représentait 3 partis principaux : les mencheviks géorgiens (32 députés), les musulmans d'Azerbaïdjan (« Mussavat », 30 députés) et les « dachnaks » arméniens (27 députés). Les bolcheviks ont refusé de se joindre au Sejm et ont établi leur propre gouvernement du Soviet local à Bakou : la soi-disant Commune de Bakou (novembre 1917 - 31 juillet 1918). La Commune a été formée par 85 socialistes-révolutionnaires et socialistes-révolutionnaires de gauche, 48 bolcheviks, 36 dachnaks, 18 musavatistes et 13 menchéviks. Le bolchevik Stepan Chahoumian et le SR de gauche Prokopius Djaparidzé ont été élus Présidents du Conseil des commissaires du peuple de la Commune de Bakou.
L'armée russe du Caucase étant décadente après l'effondrement de l'Empire russe, les forces russes ont été remplacées par de nouveaux corps arméniens, qui n'étaient pas préparés à la guerre. Compte tenu des circonstances, le Sejm transcaucasien a signé l'armistice d'Erzincan avec l'Empire ottoman le 5 décembre 1917. Le 3 mars 1918, le gouvernement bolchevik en Russie signa le traité de Brest-Litovsk avec l'Allemagne. Un des termes du traité était la perte des régions de Kars, Batoumi et Ardahan à l'Empire ottoman. Les termes du traité ont révélé un conflit profond entre les Géorgiens et les Arméniens d'un côté et les musulmans de l'autre. Les pourparlers de paix entre le Sejm et la Turquie commencés en mars 1918 à Trapezond n'ont eu aucun résultat. L'Empire ottoman a lancé un ultimatum au Sejm avec des exigences pour accepter les termes du traité de Brest-Litovsk et a lancé une attaque pour occuper les territoires de Kars, Batoumi et Ardahan.
En mars 1918, les tensions ethniques et religieuses s'intensifièrent et le conflit arméno-azéri à Bakou commença. Les partis Musavat et Ittihad ont été accusés de pan-turquisme par les bolcheviks et leurs alliés. Les milices arméniennes et musulmanes se sont engagées dans un affrontement armé, les bolcheviks formellement neutres soutenant tacitement la partie arménienne. Tous les groupes politiques non-azéris de la ville rejoignirent les bolcheviks contre les musulmans : bolcheviks, dachnaks, socialistes-révolutionnaires, mencheviks et même les Kadets anti-bolcheviks se retrouvèrent pour la première fois du même côté de la barricade parce qu'ils se battaient tous « pour la cause russe ».
En assimilant les Azéris aux Turcs ottomans, les dachnaks ont lancé un massacre sur les Azéris de la ville pour se venger du génocide arménien dans l'Empire ottoman,. En conséquence, entre 3 000 et 12 000 musulmans ont été tués dans ce qui est connu comme les journées de mars,,,.

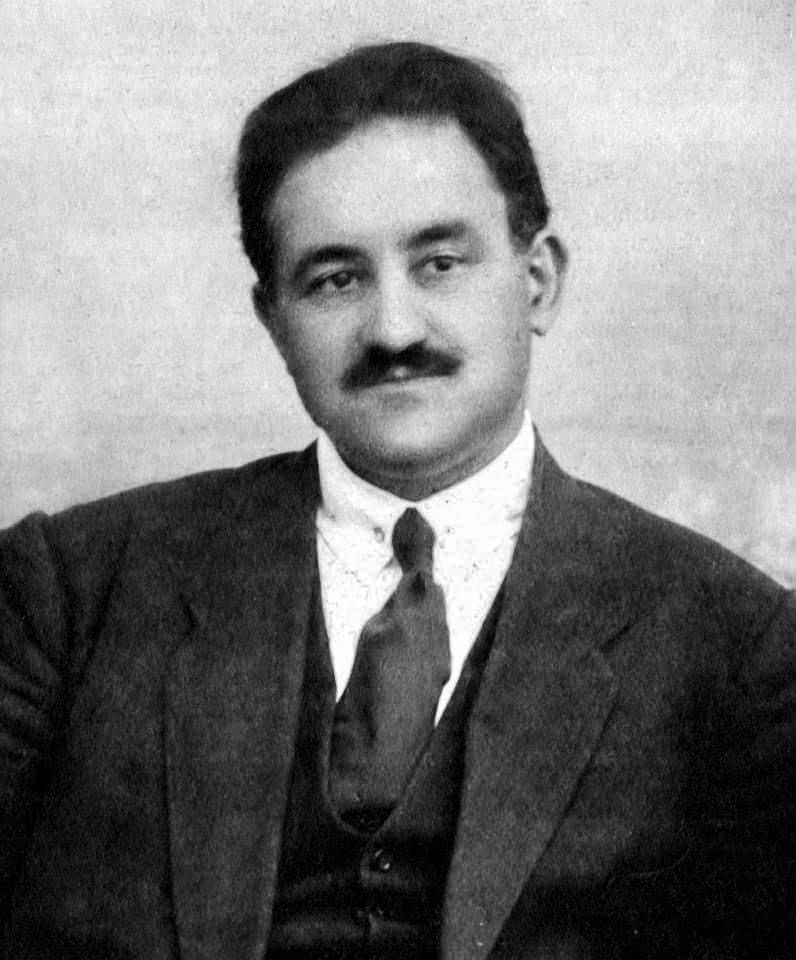
Mammad Amin Rassoulzadé.

Les musulmans ont été expulsés de Bakou ou sont entrés dans la clandestinité. En même temps, la Commune de Bakou fut impliquée dans de violents combats avec l'avancée de l'Armée islamique du Caucase dans et autour de Ganja. Des batailles majeures ont eu lieu à Yevlakh et Agdach, où les Turcs mirent en déroute et défirent les dachnaks et les forces russes.
Le récit bolchevique des événements de mars 1918 à Bakou est présenté par Victor Serge dans la première année de la révolution russe : le Soviet de Bakou, dirigé par Chahoumian, se faisait discrètement, mais sans équivoque, le souverain de la région. Le soulèvement musulman du 18 mars obligea à l'instauration d'une dictature : ce soulèvement, initié par le Mussavat, opposa les populations tartare et turque, dirigées par leur bourgeoisie réactionnaire, au Soviet, composé de Russes soutenus par les Arméniens. Les ouvriers portuaires turcs (l'ambal) restaient neutres ou soutenaient les Rouges, le concours fut remporté par les Soviétiques.
Le 26 mai 1918, la république fédérative démocratique de Transcaucasie est tombée et ses corps ont été dissous. La faction azerbaïdjanaise s'est constituée en Conseil national azerbaïdjanais. Le Conseil national azerbaïdjanais a immédiatement exercé des fonctions parlementaires et a proclamé la fondation de la « république démocratique d'Azerbaïdjan » le 28 mai 1918 et a déclaré la Charte nationale, qui se lisait comme suit :
1. L'Azerbaïdjan est une nation pleinement souveraine ; elle comprend les parties sud et est de la Transcaucasie sous l'autorité du peuple azerbaïdjanais ;
2. Il est résolu que la forme de gouvernement de l'État indépendant azerbaïdjanais est une république démocratique ;
3. La république démocratique d'Azerbaïdjan est déterminée à établir des relations amicales avec tous, en particulier avec les pays et les États voisins ;
4. La république démocratique d'Azerbaïdjan garantit à tous ses citoyens à l'intérieur de ses frontières l'intégralité des droits civils et politiques, indépendamment de l'origine ethnique, de la religion, de la classe, de la profession ou du sexe ;
5. La république démocratique d'Azerbaïdjan encourage le libre développement de toutes les nationalités qui peuplent son territoire ;
6. Jusqu'à la convocation de l'Assemblée constituante azerbaïdjanaise, l'autorité suprême sur l'Azerbaïdjan est confiée à un Conseil national élu universellement et au gouvernement provisoire responsable devant ce Conseil.

Le 28 mai 1918, la première république azerbaïdjanaise est proclamée indépendante à Tbilissi, en Géorgie. Mais dix jours après, la capitale est transférée à Gəncə (une ville azerbaïdjanaise) et cela a été possible seulement après la libération de Bakou (l’actuelle capitale de l’Azerbaïdjan) des forces pro-russes. En 1918, avec la proclamation de la république démocratique d’Azerbaïdjan (RDA) a débuté l’acceptation juridique de certaines valeurs européennes en Orient. Ainsi, la création du Parlement national, la garantie de certains droits et libertés individuels, la reconnaissance aux femmes du droit de vote etc. La vie politique était dominée par le parti Müsavat (« Égalité »), l’acteur essentiel de la proclamation de la République, qui possédait 38 députés sur 125 au Parlement élu le 5 décembre 1918. Pourtant la République était gouvernée par les coalitions composées des partis politiques tels que le Mussavat, le Bloc socialiste, les indépendants, les libéraux, le parti social-démocrate, le parti Hummat (« Effort ») et le parti Ittihad (en) (« Union »).
Après avoir constitué un gouvernement stable, la RDA décide de mener une politique plus neutre vis-à-vis de la guerre civile en Russie et le 16 juin 1918 elle signe un traité de défense collective avec la Géorgie contre l’Armée blanche du général Anton Dénikine, qui à son tour avait signé un pacte militaire avec l’Arménie à la suite duquel l’Arménie commence une guerre contre la RDA afin de conquérir la région de Garabagh (Karabagh). Mais la défaite de Dénikine contre l’Armée rouge empêche la réalisation de ce plan et l’Arménie est obligée d’arrêter la guerre avec la RDA juste quelques jours avant l’intervention de l’Armée rouge en Azerbaïdjan. Effectivement, la république est très rapidement confrontée à une menace venant de la Russie socialiste. La Russie avait décidé de réoccuper les territoires azerbaïdjanais qui ont été laissés à leur sort après la révolution de 1917. Finalement les armées russes s’approchent des frontières de la République, l’armée russe propose aux dirigeants de la République de démobiliser l’armée et de laisser les troupes russes entrer dans le pays. La république démocratique d’Azerbaïdjan se trouve dans une situation difficile. Les forces de Dénikine, l’Armée blanche se rapprochent de plus en plus des frontières et elle ne peut pas compter sur l’aide de l’Iran, qui ne voulait pas voir un pays indépendant riche en pétrole dans son voisinage et l’armée indienne britannique commandée par le général Thomson se montre indifférente au destin du pays.
Le 28 avril 1920, la RDA est occupée par l'Armée rouge et elle perd son indépendance. Le même jour, la république socialiste soviétique d'Azerbaïdjan est fondée. Ainsi, la durée de vie de la Première République n'a été que 24 mois.
Le pays est intégré en 1922 à la république socialiste fédérative soviétique de Transcaucasie au sein de l'Union soviétique, avant de redevenir, en 1936, la république socialiste soviétique d'Azerbaïdjan.
En 1991, l'effondrement de l'Union soviétique entraîne la proclamation d'une nouvelle république d'Azerbaïdjan.

## Politique
Malgré deux années seulement, la république parlementaire azerbaïdjanaise multipartite et les gouvernements de coalition ont réussi à réaliser un certain nombre de mesures sur la construction de nations et d'États, l'éducation, la création d'une armée, des systèmes économiques et financiers indépendants, la reconnaissance internationale de l'ADR. État de facto en attendant la reconnaissance de jure, la reconnaissance officielle et les relations diplomatiques avec un certain nombre d'États, la préparation d'une Constitution, l'égalité des droits pour tous, etc. Cela jeta une base importante pour le rétablissement de l'indépendance en 1991.

## Relations étrangères
Le gouvernement ADR est resté neutre sur la question de la guerre civile russe et n'a jamais pris parti pour l'Armée rouge ou l'Armée blanche. Tout au long de son existence de 1918 à 1920, la république d'Azerbaïdjan a eu des relations diplomatiques avec un certain nombre d'États. Parmi les représentants de l'ADR à l'étranger figuraient la délégation de la paix azerbaïdjanaise à Paris, composée du président Alimardan Toptchoubachov, d'A.A. Cheikh Ul-Islamov, de M. Maharramov, de M. Mir-Mehdiyev et des conseillers B. Hajibayov, représentant diplomatique en Géorgie ; Farist Bey Vekilov en Arménie ; Abdourahman Bey Akhverdiyev, Agha Salah Moussayev, Agha-khan Khiatkhan et son assistant Alakpar Bey Sadikhov pour la Perse ; Yusif Bey Vezirov pour Constantinople ; son conseiller financier, Jahangir Bey Gayibov, conseiller général à Batoumi ; Mahmud Bey Efendiyev, consul en Ukraine, Jamal Sadikhov et Cheykh Ali Useynov, consuls en Crimée. Des accords sur les principes de relations mutuelles ont été signés avec certains d'entre eux ; seize États ont établi leurs missions à Bakou.

### Reconnaissance par les Alliés
Une délégation de l'Azerbaïdjan a participé à la conférence de paix de Paris en 1919. À son arrivée, la délégation azerbaïdjanaise a adressé une note au président des États-Unis, Woodrow Wilson, en faisant les demandes suivantes :
1. Que l'indépendance de l'Azerbaïdjan soit reconnue ;
2. Que les principes wilsoniens soient appliqués à l'Azerbaïdjan ;
3. Que la délégation azerbaïdjanaise soit admise à la Conférence de paix de Paris ;
4. Que l'Azerbaïdjan soit admis à la Société des Nations ;
5. Que le Département de la Guerre des États-Unis étende son aide militaire à l'Azerbaïdjan ;
6. Que des relations diplomatiques soient établies entre les États-Unis et la république d'Azerbaïdjan[19].

Le président Wilson a accordé une audience à la délégation, à laquelle il a fait preuve d'une attitude froide et plutôt antipathique. Comme l'a indiqué la délégation azerbaïdjanaise à son gouvernement, M. Wilson a déclaré que la conférence « ne souhaitait pas diviser le monde en petits morceaux ». Wilson conseilla à l'Azerbaïdjan qu'il serait préférable pour eux de développer un esprit de confédération et qu'une telle confédération de tous les peuples de Transcaucasie pourrait recevoir la protection d'une certaine puissance sur la base d'un mandat accordé par la Société des Nations. La question azerbaïdjanaise, a conclu Wilson, ne pouvait être résolue avant le règlement général de la question russe.
Cependant, malgré l'attitude de Wilson, le 12 janvier 1920, le Conseil suprême allié étendit la reconnaissance de facto à l'Azerbaïdjan, à la Géorgie et à l'Arménie. Le Conseil suprême de l'Azerbaïdjan écrivit : « Le Conseil suprême, lors de l'une de ses dernières sessions, a reconnu l'indépendance de facto des républiques caucasiennes : Azerbaïdjan, Géorgie et Arménie, la délégation de l'Azerbaïdjan et de la Géorgie ayant été informée de cette décision. M. Jules Cambon au ministère des Affaires étrangères, le 15 janvier 1920 ».

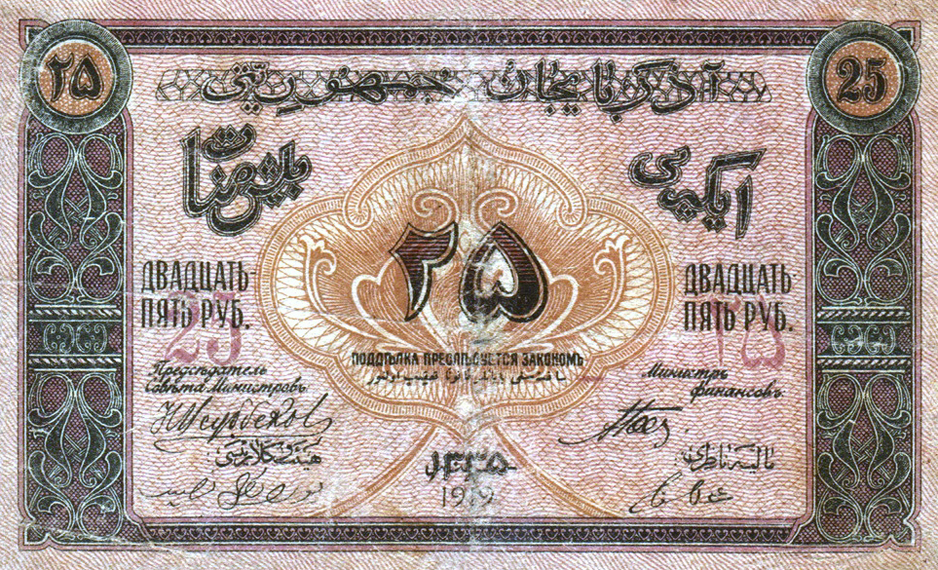
Billet de la république démocratique d'Azerbaïdjan, 1919.

De plus, à la Chambre des communes, on a demandé au sous-secrétaire aux Affaires étrangères britannique, M. Greenwood, à quelle date la reconnaissance avait été étendue à la Géorgie, l'Azerbaïdjan et l'Arménie et si, conformément à cette reconnaissance, été échangé, et les limites des républiques transcaucasiennes définies »[pas clair], M. Greenwood a répondu :
« Des instructions ont été envoyées au commissaire général britannique pour les gouvernements géorgien et azerbaïdjanais que les puissances alliées représentées au Conseil suprême avaient décidé de reconnaître de facto la Géorgie et l'Azerbaïdjan, mais que cette décision ne préjugeait pas la question des limites respectives. Il n'y a eu aucun changement dans la représentation à la suite de la reconnaissance ; comme auparavant, le gouvernement de Sa Majesté a un commissaire britannique pour le Caucase dont le siège est à Tiflis, et les trois républiques ont leurs représentants accrédités à Londres ».
Les Alliés reconnurent les républiques transcaucasiennes en partie à cause de leur peur du bolchévisme, mais leurs activités dirigées contre le bolchevisme, au moins en Transcaucasie, ne dépassaient guère les mots, les plus forts étant le statu quo, la reconnaissance, la démarche et une liste de remontrance diplomatique standard.

### Perse
Le nom d'« Azerbaïdjan » que le principal parti Musavat a adopté, pour des raisons politiques,, était antérieur à la création de la république démocratique d'Azerbaïdjan en 1918, exclusivement utilisé pour identifier la région adjacente du Nord-Ouest de l'Iran contemporain,,.
Le 16 juillet 1919, le Conseil des ministres [de l'ADR] nomma Adil Khan Ziatkhan, qui avait jusque-là été ministre adjoint des Affaires étrangères, représentant diplomatique de l'Azerbaïdjan à la cour du roi des rois perse. Une délégation perse dirigée par Seyed Ziaed-Din Tabatai est venue à Bakou pour négocier le transit, le tarif, le courrier, les douanes et d'autres accords de ce type. Des discours ont été faits dans lesquels les liens communs entre l'Azerbaïdjan du Caucase et l'Iran ont été soulignés.

## Conflits territoriaux

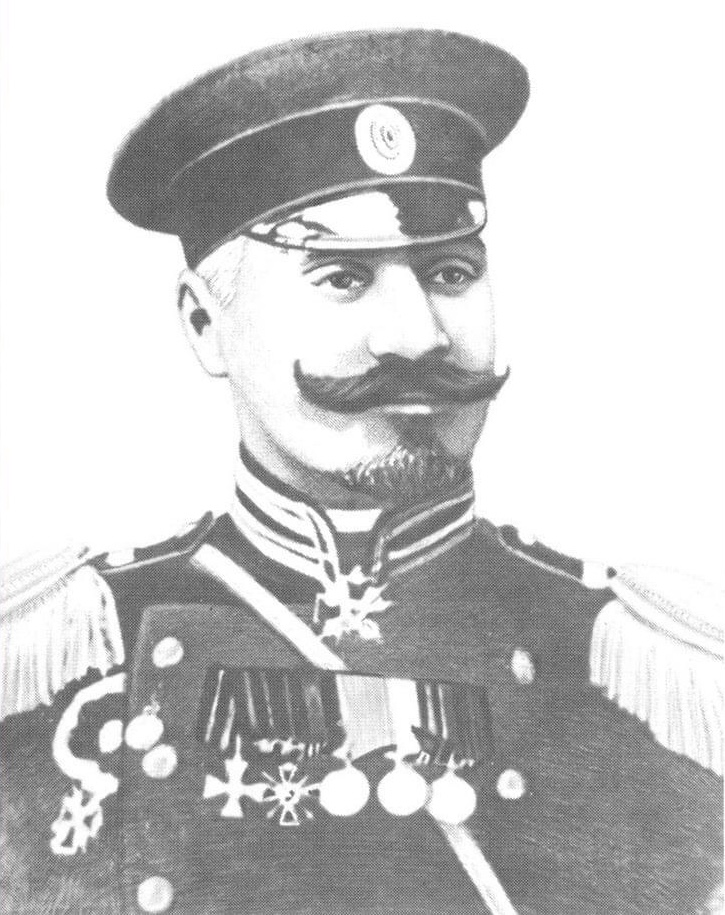
Ali-Agha Chikhlinski était lieutenant-général de l'armée impériale russe et sous-ministre de la Défense et général de l'artillerie de la république démocratique d'Azerbaïdjan.

Tout comme ses homologues du Caucase, les premières années de l'ADR ont été marquées par des conflits territoriaux. Il s'agissait notamment de différends avec la Première république d'Arménie (Nakhitchevan, Haut-Karabakh, Zanguezur (aujourd'hui la province arménienne de Syunik) et Gazakh) et la république démocratique de Géorgie (Balakan, Zagatala et Gakh). L'ADR revendiquait également des territoires de la république montagneuse du Caucase du Nord (Derbent), mais ils n'étaient pas aussi persistants sur ces revendications que sur les territoires qu'ils disputaient entre l'Arménie et la Géorgie.

### Guerre arméno-azerbaïdjanaise
À l'été 1918, les dachnaks, avec les SR et les mencheviks, expulsèrent les bolcheviks, qui refusèrent de demander l'aide britannique et fondèrent la dictature de Caspienne centrale (1er août 1918 - 15 septembre 1918). Le CCD a été soutenu par les Britanniques qui ont envoyé une force expéditionnaire à Bakou pour aider les Arméniens et les menchéviks. Le but des forces britanniques (dirigées par le major général Lionel Dunsterville, arrivé d'Enzeli à la tête d'une force d'élite de 1 000 hommes) était de s'emparer des champs pétrolifères de Bakou avant les troupes turques d'Enver Pacha (armée de l'islam) ou les troupes allemandes du Kaiser (qui étaient dans la Géorgie voisine) et pour bloquer une consolidation bolchevik dans le Caucase et l'Asie centrale.
La ville de Bakou n'est devenue la capitale de la République qu'en septembre 1918.
Incapable de résister à l'avancée des troupes turques pendant la bataille de Bakou, Dunsterville ordonna l'évacuation de la ville le 14 septembre, après six semaines d'occupation, et se retira en Iran ; la plupart de la population arménienne a échappé aux forces britanniques. L'armée ottomane de l'islam et ses alliés azéris, conduits par Nouri Pacha, sont entrés à Bakou le 15 septembre et ont massacré entre 10 000 et 20 000 Arméniens en représailles au massacre des musulmans en mars,,.
La capitale de l'ADR a finalement été déplacée de Ganja à Bakou. Cependant, après l'armistice de Moudros entre la Grande-Bretagne et la Turquie le 30 octobre, les troupes turques furent remplacées par les Alliés de la Première Guerre mondiale. Sous la direction du général britannique William Montgomery Thomson, le gouverneur militaire de Bakou à Bakou le 17 novembre 1918. Par l'ordre du Général Thomson, la loi martiale fut mise en place à Bakou.
Alors que l'Arménie et l'Azerbaïdjan n'ont pas de frontières définies et contrôlées, l'Azerbaïdjan revendique le Caucase du Sud et de l'Est alors que l'Arménie revendique les provinces peuplées d'Arméniens. Alors que les premiers renoncent à Erevan et à sa région, les seconds concèdent le Karabagh et le Zanguezour.

## Chute de la république démocratique d'Azerbaïdjan (avril 1920)
La sécession de Bakou en 1918 fut un coup rude pour la Russie soviétique, et elle eut de lourdes conséquences pendant la guerre économique. L'intention de Moscou de reprendre le contrôle de la région vitale était forte et cohérente, et le gouvernement soviétique était prêt à accepter n'importe quelle concession.
En 1918 et 1919, la Russie soviétique a rejeté toutes les tentatives faites par l'ADR pour établir des relations diplomatiques entre les deux. 1920 a été marqué par une dépêche diplomatique qui a commencé avec un radiogramme envoyé par le ministre des Affaires étrangères Georgui Tchitcherine, déclarant : « Le gouvernement de la République fédérative socialiste russe revient en Azerbaïdjan avec une initiative visant à lancer immédiatement des négociations avec le gouvernement soviétique et finition des corps de l'Armée blanche dans le Sud de la Russie ». Dans sa réponse, Fatali Khan Khoyski, chef du gouvernement azerbaïdjanais, a insisté sur la non-ingérence dans les affaires intérieures du pays. Les Soviétiques considéraient cette position comme un soutien apporté par l'Azerbaïdjan à l'Armée blanche dirigée par Denikin, et un jeu d'influence des intérêts britanniques sur la mer Caspienne.
En 1919, les partis de gauche azerbaïdjanais, y compris l'organisation Bakou du parti communiste russe « Gummet » et « Adalet »[pas clair], commencèrent à se consolider et, à la fin de l'année, le Parti communiste d'Azerbaïdjan fut créé. Ce dernier a mené une campagne d'agitation active à Bakou et dans sa région et fut soutenu par la Russie.
En 1920, le gouvernement soviétique établit une relation forte avec le nouveau gouvernement turc dirigé par Mustafa Kemal. Les Soviétiques étaient prêts à fournir des armements à la Turquie en échange du soutien militaire turc en Azerbaïdjan. La Turquie a notamment suggéré d'utiliser les corps militaires formés au Daghestan pour occuper Bakou et d'éviter d'exploser ses réservoirs de stockage d'essence. Le soutien turc a joué un rôle important et a attiré chez les bolcheviks les sympathies de la population musulmane en Azerbaïdjan.
En mars 1920, il était évident que la situation économique et politique dans l'ADR avait atteint un point crucial. Conformément à l'analyse faite par les bolcheviks, le gouvernement de l'ADR a reçu un faible soutien de la population et cela aurait dû assurer le succès de l'opération. Vladimir Lénine a déclaré que l'invasion était justifiée par le fait que la Russie soviétique ne pourrait pas survivre sans le pétrole de Bakou,.
Après une crise politique majeure, le cinquième Conseil des ministres de la république démocratique d'Azerbaïdjan démissionna le 1er avril 1920. Au début d'avril 1920, l'Armée rouge russe XI atteignit la frontière de l'Azerbaïdjan et se prépara à attaquer. La date officielle de l'opération est considérée le 25 avril 1920, lorsque le Parti communiste d'Azerbaïdjan a transformé les cellules du parti en corps militaires, qui devaient prendre part à l'attaque. Le 27 avril 1920, le Comité révolutionnaire provisoire avec Nariman Narimanov comme président a été établi et a lancé un ultimatum au gouvernement d'ADR. Les détachements militaires du travail ont réussi à occuper des champs pétrolifères, des bureaux d'État, des bureaux de poste. Les régiments de police ont fait défection aux rebelles. Pour éviter l'effusion de sang, les députés se sont conformés à la demande et l'ADR a officiellement cessé d'exister le 28 avril 1920, laissant la place à la république socialiste soviétique d'Azerbaïdjan (RSS d'Azerbaïdjan) comme son successeur.
L'Armée rouge, qui entra à Bakou le 30 avril 1920, rencontra très peu de résistance des forces azerbaïdjanaises, qui étaient attachées au front du Karabakh. Le premier gouvernement communiste d'Azerbaïdjan était presque entièrement composé d'Azerbaïdjanais originaires des factions de gauche des partis Hummat et Adalat.
En mai 1920, il y a eu un soulèvement majeur contre l'armée d'occupation russe à Gandja, dans l'intention de restaurer les Musavatistes au pouvoir. Le soulèvement a été écrasé par les troupes gouvernementales avant le 31 mai. Les dirigeants de l'ADR ont fui en république démocratique de Géorgie, en Turquie et en Iran, ou ont été capturés par les bolcheviks et exécutés, y compris le général Selimov, le général Sulkiewicz et le général Agalarov : un total de plus de 20 généraux (Mammed Amin Rasulzade a ensuite été autorisé à émigrer), ou assassinés par des militants arméniens comme Fatali Khan Khoyski et Behboudagha Javanchir,.
La plupart des étudiants et des citoyens voyageant à l'étranger sont restés dans ces pays, pour ne jamais revenir. D'autres personnalités militaires ADR comme l'ancien ministre de la Défense Samedbey Mehmandarov et le vice-ministre de la Défense Ali-Agha Chikhlinski (surnommé « le dieu de l'artillerie ») furent d'abord arrêtées puis relâchées deux mois plus tard grâce aux efforts de Nariman Narimanov. Le général Mehmandarov et le général Chikhlinsky ont passé leurs dernières années à enseigner à l'école militaire SSR d'Azerbaïdjan.
En fin de compte, « les Azéris n'ont pas renoncé rapidement ou facilement à leur brève indépendance de 1918-1920, et 20 000 d'entre eux sont morts en résistant à une reconquête russe ». Cependant, il convient de noter que l'installation de la république socialiste soviétique d'Azerbaïdjan a été facilitée par le fait qu'il y avait un certain soutien populaire à l'idéologie bolchevique en Azerbaïdjan, en particulier parmi les travailleurs industriels de Bakou.